# Debates para as eleições legislativas portuguesas de 1999
A temporada de debates para as eleições legislativas portuguesas de 1999 consistiram numa série de debates que foram realizados entre 16 de setembro e 23 de setembro de 1999 entre os líderes dos partidos representados na Assembleia da República: o líder do CDS-PP Paulo Portas, o secretário-geral do PCP e da CDU Carlos Carvalhas, o secretário-geral do PS António Guterres e o líder do PSD Durão Barroso. O primeiro debate foi realizado no dia 16 de setembro, entre António Guterres e Durão Barroso, na SIC

## Cronologia
Houve frente-a-frente televisivos entre os quatro partidos representados na Assembleia da República no período compreendido entre os dias 16 e 23 de setembro de 1999, a transmitir pelas três principais estações (RTP, SIC e TVI).

### Intervenientes
- António Guterres (PS)
- José Manuel Durão Barroso (PSD)
- Paulo Portas (CDS-PP)
- Carlos Carvalhas (CDU)

| Data                    | Intervenientes                                                                             | Moderador(es)         | Estação televisiva |
| ----------------------- | ------------------------------------------------------------------------------------------ | --------------------- | ------------------ |
| 16 de setembro de 1999  | António Guterres (PS) vs Durão Barroso (PSD)                                               | José Alberto Carvalho | SIC                |
| 17 de setembro de 1999  | Paulo Portas (CDS-PP) vs Carlos Carvalhas (CDU)                                            | José Alberto Carvalho | SIC                |
| 19 de setembro de 1999  | Durão Barroso (PSD) vs Carlos Carvalhas (CDU)                                              | José Alberto Carvalho | SIC                |
| 20 de setembro de 1999  | António Guterres (PS) vs Paulo Portas (CDS-PP)                                             | José Alberto Carvalho | SIC                |
| 21 de setembro de 1999  | António Guterres (PS) vs Carlos Carvalhas (CDU)                                            | José Alberto Carvalho | SIC                |
| 22 de setembro de 1999; | Durão Barroso (PSD) vs Paulo Portas (CDS-PP)                                               | José Alberto Carvalho | SIC                |
| 23 de setembro de 1999  | António Guterres (PS), Durão Barroso (PSD), Paulo Portas (CDS-PP) e Carlos Carvalhas (CDU) | Judite Sousa          | RTP1               |